# Benoît Rittaud
Pour les articles homonymes, voir Rittaud.
Benoît Rittaud est enseignant-chercheur en mathématiques. Climatodénialiste, il est président de l’Association des climato-réalistes.

## Biographie

### Mathématicien
Il est maître de conférences hors classe à l’université Paris 13, habilité à diriger des recherches.

### Positions climatosceptiques
Benoît Rittaud est, dans les années 2010, l'un des principaux climatosceptiques en France,,,. S'il tient des discours niant l'origine anthropique ou l'ampleur du réchauffement dans les médias généralistes, il est mathématicien et n'a jamais publié d'article scientifique sur le climat,.
Il est président de l’Association des climato-réalistes, qui diffuse les discours climatodénialistes en France.
Dans son ouvrage Le Mythe climatique, publié au Seuil en 2010, Benoît Rittaud affirme que les modèles climatiques ne sont pas fiables. Ses propos sur le graphique en crosse de hockey sont dénoncés par Sylvestre Huet, qui y voit « une faute morale pour un universitaire », Benoît Rittaud n'ayant pas évoqué dans son ouvrage les travaux paléoclimatiques de la décennie précédente, qui « ont confirmé le résultat principal du travail de Mann ». Selon Olivier Godard, cette étude de Mann, publiée en 1998, a été l'objet d'une controverse pendant 10 ans, et le Conseil national de la recherche des États-Unis a publié un rapport concluant que l'étude comportait bien des erreurs statistiques, mais que celles-ci ne remettaient pas en cause de façon sensible les conclusions principales de Mann, confirmées par ailleurs par d'autres méthodes statistiques.
Dans ce même ouvrage, Benoît Rittaud remet en cause ce qu'il appelle le « carbocentrisme » et estime que ce qui est l'état des connaissances scientifiques sur le sujet concernant le climat — c'est-à-dire que le changement climatique est lié à l'effet de serre résultant des émissions de  CO2 — n'est qu'une hypothèse, et que l'explication la plus simple est que l’action du Soleil fluctue, ce qui a un effet sur la température terrestre, et que l'augmentation de la température va elle-même favoriser les émissions de CO2. Henri Prévot, commentant cette thèse de Rittaud, explique que les scientifiques du climat démontrent que la modification des paramètres astronomiques ne peut expliquer l'évolution de la température terrestre. Benoît Rittaud émet un parallèle historique avec l'affaire des canaux martiens pour appeler à la prudence. Il évoque la « climatomancie » comme art divinatoire déduisant du comportement humain l'avenir de la Terre.
Selon le chercheur en épistémologie Léo Coutellec, Benoît Rittaud se rapporte dans Le Mythe climatique aux travaux de Karl Popper et qu'il utilise comme argument la scientificité du scepticisme ainsi que le concept de « vraie science », faisant là référence aux critères de Popper permettant de différencier science et pseudo-science ; mais Léo Coutellec indique que Rittaud fait partie des auteurs qui semblent ignorer les travaux épistémologiques des dernières décennies sur ces critères, travaux sans lesquels il est possible d'assimiler la science uniquement à la théorie et l'observation, alors que les simulations que la science du climat utilise font également partie de la démarche scientifique.
Benoît Rittaud affirme dans Le Mythe climatique en 2010 qu'il n'existe pas de « preuve expérimentale directe d’un lien entre le gaz carbonique et l’augmentation de la température globale ». Selon lui, une hypothèse possible est que l'évolution climatique soit la résultante d'un « ensemble de phénomènes mineurs ». Le climatologue Jean Jouzel indique alors qu'il y a neuf chances sur dix pour qu’une large part du réchauffement résulte des activités humaines : en effet, si ce n'était pas le cas, alors l'augmentation de température ne pourrait résulter que de l'activité solaire. Or, cela est réfuté par les explications scientifiques. Notamment, si le Soleil était responsable, aussi bien les hautes couches de l'atmosphère que les basses se réchaufferaient, et on observe l'inverse : les hautes couches se refroidissent.
Il est contributeur au magazine Valeurs actuelles, et est signataire de la World Climate Declaration.

## Ouvrages

### Ouvrages individuels
- Faut-il avoir peur des maths ?, Le Pommier, 2003
- L'Assassin des échecs, Le pommier, 2004, 207 p.
- Le Fabuleux destin de √2, Le Pommier, 2006, 45 p.La traduction italienne a obtenu le prix Peano (Département de mathématiques de l'université de Turin).
- Les Mathématiques, Editions Le Cavalier Bleu, 2008, 125 p.
- Le Mythe climatique, Le Seuil, 2010, 203 p.
- Jusqu'à l'infini (ill. Hélène Maurel), Le Pommier, 2011, 64 p.
- La peur exponentielle, Presses universitaires de France, 2015, 408 p.
- Geocratia, Editions Toucan, 2021, 416 p.
- Mythes et légendes écologistes, L'artilleur, 2023, 249 p. (ISBN 978-2810011810)

### Ouvrage collectif
- Benoît Rittaud et Laurent Vivier, Maths 6è, Edicef / Hachette Livre International, 2009
- Benoît Rittaud (dir.), Regards sur les textes fondateurs de la science, vol. 1, Cassini, 2010.
- Benoît Rittaud (dir.), Culture Maths, Seuil, 2008.
- Benoît Rittaud (dir.), Quand les mathématiques se font discrètes, Le Pommier / Cité des sciences, 2008.
- Benoît Rittaud (dir.), Jeux mathématiques et vice versa, Le Pommier / Cité des sciences, 2006.
- Benoît Rittaud, Les petits prodiges, Maths CE2, 2021.
- Benoît Rittaud, Qu'est ce qu'un nombre ?, Paris, Les Petites Pommes du savoir, éditions Le Pommier, 2011, 64 p. (ISBN 978-2-7465-0565-0).
- Benoît Rittaud, Les nombres extraordinaires, 2009.
- Benoît Rittaud (ill. Hélène Maurel), La géométrie ou le monde des formes, 2009.
- Benoît Rittaud (ill. Hélène Maurel), Voyage au pays des nombres, 2007L'édition italienne de cet ouvrage a reçu en 2009 le prix Pianeta Galileo du Conseil régional de Toscane.
- Benoît Rittaud, Espaces et dimensions: Introduction à la linéarité, 2002.
- Benoît Rittaud, La géométrie classique : objets, transformations, 1999.
- Benoît Rittaud (ill. Sylvain Lepithec), Les Merveilles du calcul, Le Pommier, 2014.

### Contributions à des magazines
- Sciences et Info prépas, hors séries : Contrôle et optimisation, rencontre du cinquième TIPE, 2002, chap. 4.
- Collectif Tangente, Hasard et probabilités : La science de l'aléa - Tangente, hors-série, 12 mai 2004, chap. 17.